# Epsilon en indice
Cette page contient des caractères spéciaux ou non latins. S’ils s’affichent mal (▯, ?, etc.), consultez la page d’aide Unicode.
ɛ, appelée epsilon en indice ou epsilon inférieur, est un symbole de l’alphabet phonétique ouralique, notamment dans les travaux de Karl Bernhard Wiklund (en) ou d’Ernst Lewy (de). Il est formé de la lettre epsilon ‹ ɛ › mise en indice.

## Utilisation
Ernst Lewy utilise les lettres de voyelle en indice pour transcrire les voyelles réduites et tendant vers ə.
Karl Bernhard Wiklund les utilise pour transcrire les voyelles réduites.

## Représentations informatiques
L’epsilon en indice n’a pas été codé de manière standardisée et n’a pas de caractère Unicode. Il peut être représenté en formatant le caractère de l’epsilon grec ‹ ε › ou l’epsilon latin ‹ ɛ ›, par exemple avec <sub>ɛ</sub> en HTML.

## Sources
- (de) Ernst Lewy, Tscheremissische Grammatik : Darstellung einer wiesentscheremissischen Mundart, Leipzig, H. Haessel, 1922
- (de) Ernst Lewy, Tscheremissische Texte, vol. 1 : Text, Hannover, Orient-Buchhandlung Heinz Lafaire, 1926
- (de) K. B. Wiklund, « Die südlappischen Forschungen des Herrn Ignacz Halász », Suomalais-Ugrilaisen Seuran Aikakauskirja / Journal de la Société finno-ougrienne, vol. 11,‎ 1893, p. 1-27 (200-227) (lire en ligne)